# Auchenoglanis occidentalis
Az Auchenoglanis occidentalis a sugarasúszójú halak (Actinopterygii) osztályának harcsaalakúak (Siluriformes) rendjébe, ezen belül a Claroteidae családjába tartozó faj.

## Előfordulása

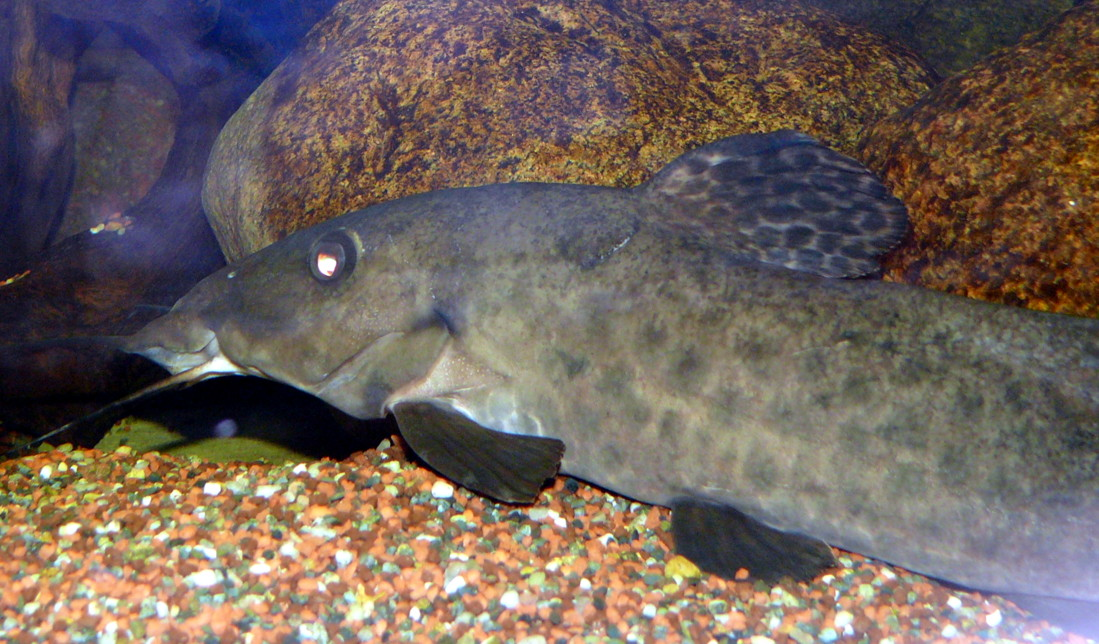
A világosabb példányokon jól látszanak a sötét foltok

Az Auchenoglanis occidentalis Afrikában sokfelé megtalálható. Nyugat-Afrika legtöbb vízrendszerében fellelhető. Jelen van a Csád-tóban, a Kongó folyómedencéjében, a Nílusban, Kelet-Afrika tavaiban, valamint az Omo és Jubba folyókban is.
Az alfajnak tekintett Auchenoglanis occidentalis tchadensis Pellegrin, 1909, valamint az Auchenoglanis acuticeps Pappenheim, 1914 szinonima, Eschmeyer szerint külön fajoknak számíthatók; azonban ezekhez további tanulmányozások kellenek.

## Megjelenése
Ez a harcsafaj legfeljebb 70 centiméter hosszú, azonban 39 centiméteresen már felnőttnek számít. A hátúszóján 1, a farok alatti úszóján pedig 3-4 tüske látható. A hal erőteljes testfelépítésű. Nagy feje hosszú pofában végződik, amelyen néhány bajuszszál ül. Testszíne márványozott vagy pettyezett szürke. A néhány fekete foltja, sorokba rendeződik.

## Életmódja

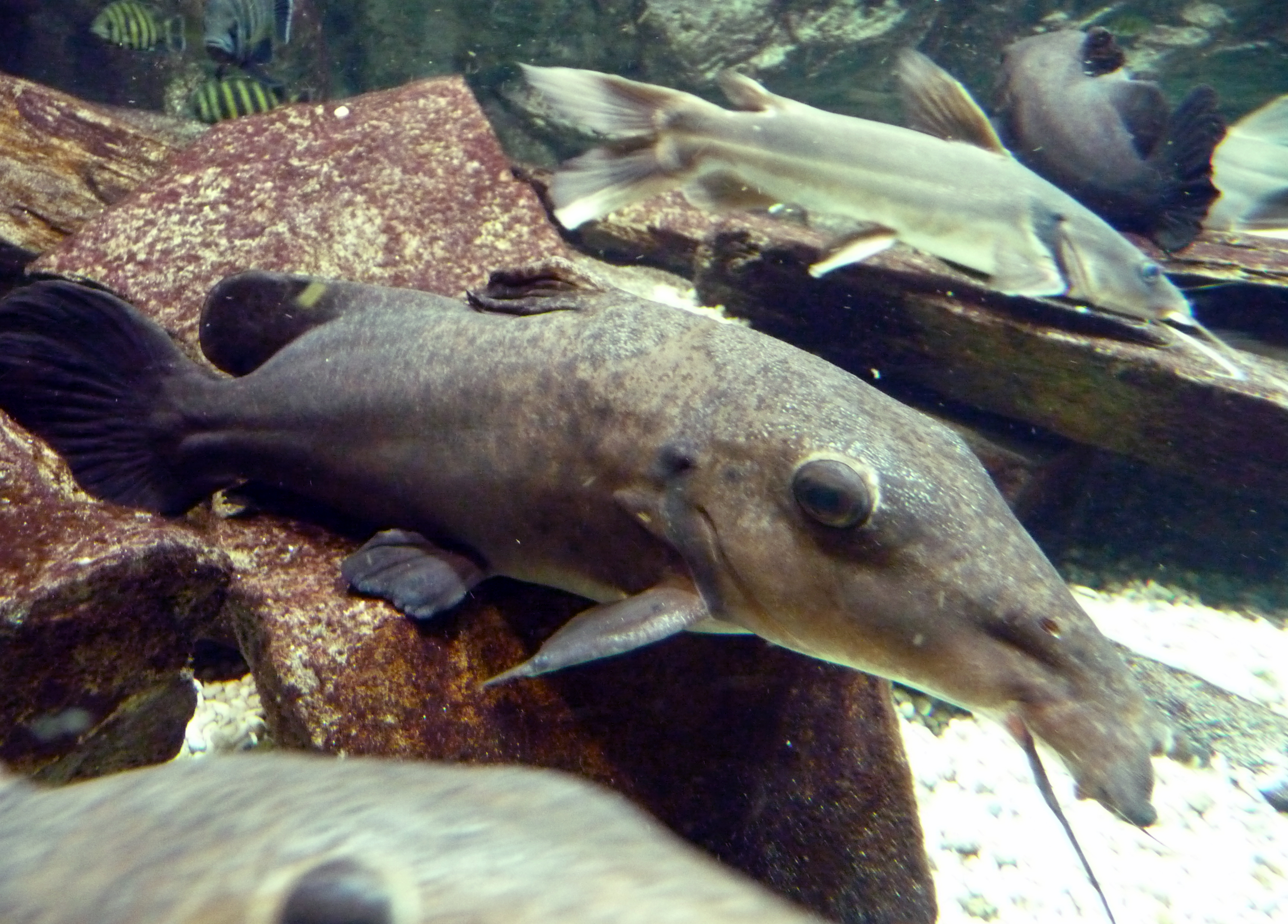
A harcsa közelről

Trópusi és édesvízi hal, amely a folyók és tavak fenekén él. A 21-25 Celsius-fokos vízhőmérsékletet és a 6,5-7,8 pH értékű vizet kedveli. Élőhelyének a sekélyebb vizű és iszapos fenekű részeit kedveli. Mindenevő halként, planktonnal, puhatestűekkel, magokkal és elbomló élőlényekkel is táplálkozik.

## Szaporodása
Az Auchenoglanis occidentalis ikrák által szaporodik. A hím az általa készített fészekben őrzi és gondozza az ikrákat, illetve az ivadékokat. A zacskósharcsafélék (Clariidae) közé tartozó Dinotopterus cunningtoni fészekparazita, mivel az Auchenoglanis occidentalis fészkébe rakja le ikráit, élvezve a tulajdonos hím hal védelmét. Kikelésük után a Dinotopterus cunningtoni ivadékok az Auchenoglanis occidentalis ikráival és ivadékaival táplálkoznak.

## Felhasználása
E harcsának ipari mértékű halászata folyik. A városi akváriumok szívesen tartják.

## Képek

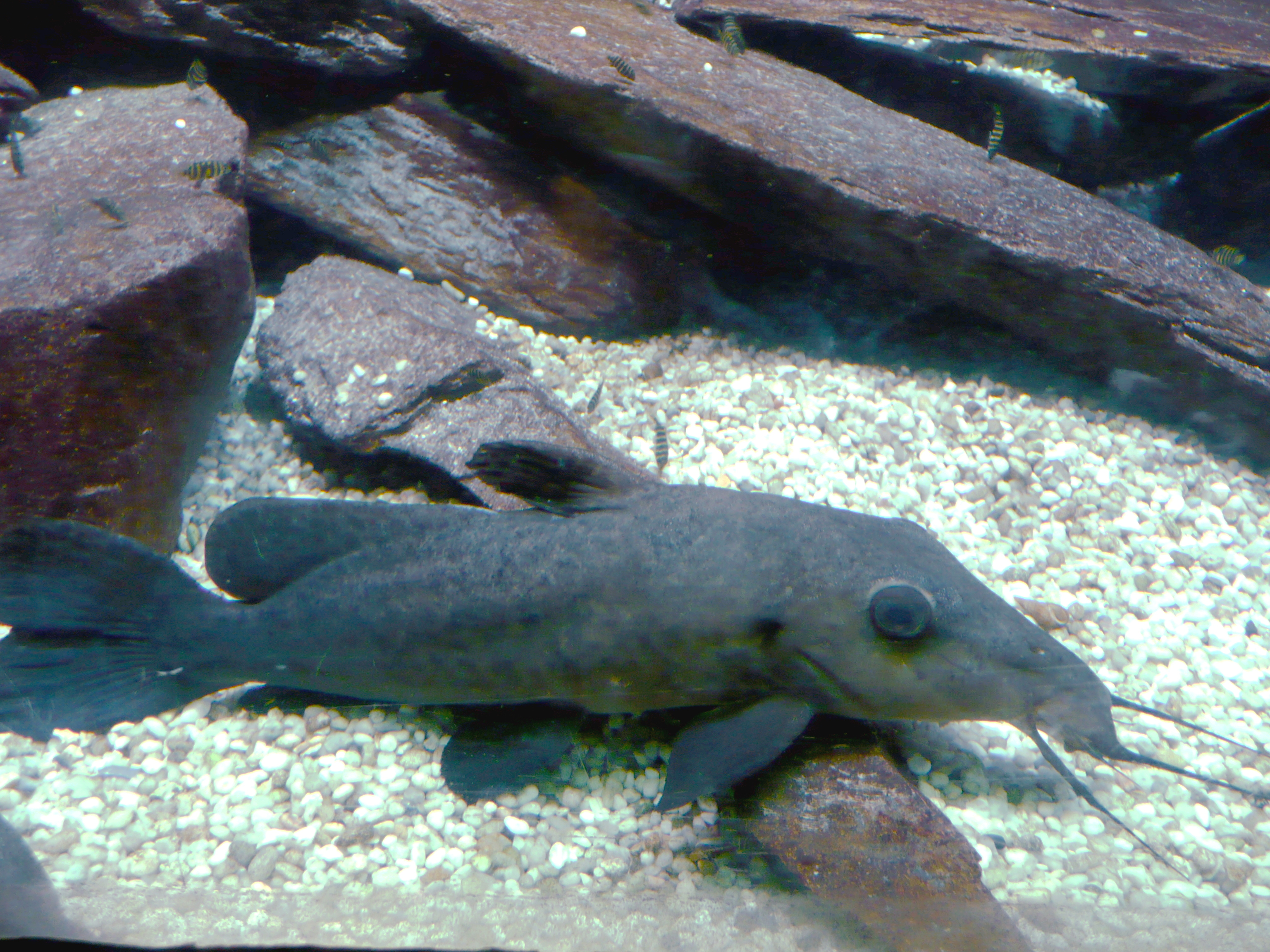